# Umbilicaria calvescens
Umbilicaria calvescens är en lavart som beskrevs av Nyl. Umbilicaria calvescens ingår i släktet Umbilicaria och familjen Umbilicariaceae.   Inga underarter finns listade i Catalogue of Life.